# Góry Ellswortha
Góry Ellswortha (ang. Ellsworth Mountains) – pasmo górskie w południowej części Ziemi Ellswortha w Antarktydzie Zachodniej.

## Nazwa
Odkrywca Gór Ellswortha – Lincoln Ellsworth (1880–1951) nadał im nazwę Sentinel Range . Po odkryciu, że góry obejmują dwa odrębne pasma, nadano im nazwę Ellsworth Mountains, a nazwa Sentinel Range zaczęła być stosowana dla ich północnego pasma . 

## Geografia
Pasmo górskie w południowej części Ziemi Ellswortha w Antarktydzie Zachodniej o długości ok. 322 km i szerokości ok. 48 km, biegnące z północnego zachodu na południowy wschód . Graniczy z zachodnim brzegiem Lodowca Szelfowego Ronne . 
Spływający na wschód lodowiec Minnesota Glacier rozdziela Góry Ellswortha na dwa pasma – Sentinel Range w części północnej i Heritage Range w części południowej  . W górach leży sześć z dziesięciu najwyższych szczytów Antarktydy: 
- Masyw Vinsona (4892 m n.p.m.) – najwyższy szczyt Antarktydy
- Mount Tyree (4852 m n.p.m.) – drugi pod względem wysokości szczyt Antarktydy
- Mount Shinn (4661 m n.p.m.) – trzeci pod względem wysokości szczyt Antarktydy
- Mount Craddock (4650 m n.p.m.) – czwarty pod względem wysokości szczyt Antarktydy
- Mount Gardner (4587 m n.p.m.) – piąty pod względem wysokości szczyt Antarktydy
- Mount Epperly (4359 m .n.p.m.) – ósmy pod względem wysokości szczyt Antarktydy

Zbudowane ze skał osadowych i magmowych prekambryjskich i paleozoicznych, silnie sfałdowane, leżą oddalone od Gór Transantarktycznych, kończąc się nagle na północy i na południu. Według jednej z hipotez stanowią przemieszczony fragment kratonu transantarktycznego.      
Na terenie Gór Ellswortha, przede wszystkim w ich południowej części, odkryto liczne skamieniałości – 150 różnych gatunków flory i fauny z okresu od wczesnego kambru do permu, m.in. znaleziono tu pierwszy na terenie Antarktydy Zachodniej okaz wymarłego rodzaju paproci nasiennych Glossopteris.  

## Historia
Góry zostały odkryte 23 listopada 1935 roku przez amerykańskiego lotnika Lincolna Ellswortha (1880–1951) podczas transantarktycznego lotu z Dundee Island na Lodowiec Szelfowy Rossa . Drogą lądową po raz pierwszy dotarł tu amerykański glacjolog Charles R. Bentley (1929–2017) w ramach badań prowadzanych podczas Międzynarodowego Roku Geofizyczny.
Góry zostały zmapowane przez United States Geological Survey na podstawie badań naziemnych i zdjęć lotniczych marynarki wojennej USA w latach 1958–1966 . Pracami kartograficznymi kierował Campbell Craddock (1930–2006). 